# Paul Charles Bertrand
Pour les articles homonymes, voir Bertrand.
Cet article possède un paronyme, voir Paul Bertrand.
Paul Charles Alfred Bertrand est un homme politique français né le 11 décembre 1847 à Châlons-sur-Marne (Marne) et mort le 17 novembre 1936  à Sainte-Menehould (Marne).

## Biographie
Lors de la Guerre de 1870, il était lieutenant dans le premier bataillon de Mobiles de la Marne.
Il fut avoué à Sainte-Menehould, il est maire de la ville et député de la Marne de 1889 à 1910, siégeant à droite, chez les républicains progressistes, il donnait le slogan partisan dévoué de la République contre ses adversaires de toutes nuances. Il prônait la fin des interventions extérieures et la protection de l'industrie et de l'agriculture De 1906 à 1910, il fut élu contre le monarchiste Senart. Il est président de la commission sur la liberté de réunion.
Il fut aussi conseiller général de la Marne en 1893 contre le Radical Géraudel, en 1898, 1902 contre le Radical Varenne, 1906 contre le Socialiste Tourbe.

## Pour en savoir plus